# René Muñoz
Álvaro Eduardo Córdoba de Barrenechea Muñoz (La Habana, 19 de febrero de 1938-Ciudad de México, 11 de mayo de 2000), más conocido como René Muñoz, fue un actor y escritor de telenovelas y de cine cubanomexicano. Gran parte de su trabajo lo realizó en México.
Es recordado por interpretar a san Martín de Porres en dos películas: la española Fray Escoba (1961) y la mexicano-peruana Un mulato llamado Martín (1974). Y por su interpretación protagónica en las telenovelas mexicanas San Martín de Porres (1964) y El cielo es para todos (1979), todas acerca de la vida y milagros del mismo santo.

## Biografía
Nació en La Habana, Cuba, pero comenzó su carrera en España con la película Fray Escoba (1961) de Ramón Torrado, que relata la vida de san Martín de Porres. El actor también posó para el pintor Fausto Conti —y otros artistas del Vaticano—, pues su estructura ósea era similar con las dimensiones del santo, incluso en los detalles del cráneo. Precisamente por ello, muchas de las medallas, cuadros y estampitas de san Martín de Porres que circulan por el mundo están tomadas del cuerpo y la cara de René Muñoz. El papa Juan XXIII, en agradecimiento, le obsequió una reliquia del santo, un rosario y un anillo.
Rodó dos películas más con Ramón Torrado Cristo negro (1963) y Bienvenido, padre Murray (1964) y luego se trasladó a México para participar en Los hijos que yo soñé (1964) y la telenovela San Martín de Porres (1964), que lo hizo famoso en este país. 
Hizo su última película en México/Estados Unidos, La producción de abejas, y se centró en trabajar en telenovelas. En 1987 escribió sus primeros guiones para telenovelas: de Cómo duele callar y la primera historia escrita para un público más joven, Quinceañera (1987). Quinceañera fue la telenovela del año, se presentó la cantante Thalía en una de las principales funciones y catapultó la carrera de Adela Noriega en su primer papel estelar. En 1992 escribió el guion de De frente al sol, una telenovela protagonizada por María Sorté y Angélica Aragón, era una historia de dos mujeres, una indígena y la otra de bajos recursos económicos, que luchan por superarse de las circunstancias, y su secuela Más allá del puente. En 1986 adaptó el guion de Monte Calvario y, en 1997, para su adaptación en Te sigo amando, interpretó el papel del padre Murillo en ambas producciones. En 1994, en Marimar, dio vida al padre Porres, haciendo referencia al personaje de fray Martín de Porres que, en sus inicios, lo lanzaría al estrellato.
Falleció el 11 de mayo de 2000 en la Ciudad de México siendo víctima de una insuficiencia respiratoria seguida de neumonía intersticial derivada del Síndrome de inmunodeficiencia adquirida que padeció en sus últimos años, dejando inconclusa su participación y adaptación de Abrázame muy fuerte. Sus restos fueron cremados en el Panteón Español ubicado dentro de la misma ciudad y sus cenizas fueron esparcidas en el Río Papaloapan en el estado de Veracruz.
Estuvo enamorado de la madre de Fernando Colunga, doña Margarita Olivares, según reveló Salvador Mejía a Televisa Espectáculos.

## Trayectoria como actor

### Cine
- The Bees (1978)
- Un mulato llamado Martín (1974) (Perú), como fray Martín de Porres
- Cuna de valientes (1972)
- El pocho (1970)
- Los hijos que yo soñé (1965)
- Bienvenido, padre Murray (1964)
- Cristo negro (1963)
- Fray Escoba (1961), como fray Martín de Porres

### Telenovelas
- Abrázame muy fuerte (2000-2001), como Regino
- Cuento de Navidad (1999-2000), como rey Baltazar
- Rosalinda (1999), como abuelo Florentino Rosas
- La usurpadora (1998), como Luis Felipe Benítez, el Mojarras
- Sin ti (1997), como Sacerdote en el último capítulo
- Te sigo amando (1996-1997), como padre Murillo
- María la del barrio (1995-1996), como Veracruz
- Marimar (1994), como padre Porres
- Más allá del puente (1993-1994), como Quijano
- Carrusel de las Américas (1992), como Álvaro
- De frente al sol (1992), como Quijano
- La pícara soñadora (1991), como Dr. Lozano
- Mi pequeña Soledad (1990), como Gaetano
- Cuando llega el amor (1989-1990), como Chucho
- Rubí rebelde (1989), RCTV (Venezuela), como padre Martín
- Quinceañera (1987-1988), como Tino
- Rosa salvaje (1987-1988), como doctor
- Cómo duele callar (1987), como Rufino
- Pobre Juventud (1986-1987), como Anselmo
- Monte Calvario (1986), como padre
- Vivir un poco (1985-1986)
- Al salir el sol (1980), como el Jarocho
- El cielo es para todos (1979), como fray Martín de Porres
- Corazón salvaje (1977-1978), como Esteban
- La venganza (1977), como Mohamed
- Los que ayudan a Dios (1973), como Dr. César Grajales
- San Martín de Porres (1967), Panamericana TV Canal 5 (Perú), como fray Martín de Porres
- Los milagros de San Martín de Porres (1966), América TV Canal 4 (Perú), como fray Martín de Porres
- San Martín de Porres (1964), como fray Martín de Porres

## Escritor

### Historias originales
- Más allá del puente (1993-1994)
- De frente al sol (1992)
- Cuando llega el amor (1989-1990)
- Cómo duele callar (1987)
- Al salir el sol (1980)

### Adaptaciones
- Abrázame muy fuerte (2000-2001), original de Caridad Bravo Adams
- María Isabel, si tú supieras (1997-1998), original de Yolanda Vargas Dulché
- Mi querida Isabel (1996-1997), original de Marissa Garrido
- Te sigo amando (1996-1997), original de Delia Fiallo
- Mi pequeña Soledad (1990) (con Marissa Garrido), original de Jorge Lozano Soriano
- Quinceañera (1987-1988) (con Edmundo Báez), original de Jorge Durán Chávez

### Nuevas versiones reescritas por otros
- Que te perdone Dios (2015) (nueva versión de Abrázame muy fuerte). Por Juan Carlos Alcalá, Rosa Salazar Arenas, Fermín Zúñiga y Jorge Cervantes
- Miss XV (2012) (nueva versión de Quinceañera). Por María Eugenia Cervantes Balmori, Pedro Armando Rodríguez Montes y Mariana Palos
- Bajo las riendas del amor (2007) (nueva versión de Cuando llega el amor). Por Katia Ramírez Estrada y Enna Márquez
- Primer amor (2000-2001) (nueva versión de Quinceañera). Por Issa López y María Eugenia Cervantes Balmori

## Premios y nominaciones
Premios TVyNovelas
| Año  | Categoría                   | Telenovela          | Resultado |
| ---- | --------------------------- | ------------------- | --------- |
| 2001 | Mejor historia o adaptación | Abrázame muy fuerte | Ganador   |
| 1998 | Mejor historia o adaptación | Te sigo amando      | Nominado  |
| 1993 | Mejor historia o adaptación | De frente al sol    | Ganador   |
| 1988 | Mejor escritor              | Quinceañera         | Ganador   |

Medallas del Círculo de Escritores Cinematográficos
| Año  | Categoría                         | Película    | Resultado |
| ---- | --------------------------------- | ----------- | --------- |
| 1961 | Premio especial de interpretación | Fray Escoba | Ganador   |